# Fost Plus
Fost Plus vzw is een initiatief van de Belgische privésector om de selectieve inzameling, sortering en recyclage van huishoudelijk verpakkingsafval te promoten, organiseren en financieren. Het bedrijf wordt zelf gefinancierd door zijn leden: bedrijven die verpakte producten verkopen zoals Unilever, Danone en Colruyt, en door hun lidmaatschap van Fost Plus hun Uitgebreide Producentenverantwoordelijkheid (of Extended Producer Responsibility) invullen.
Fost Plus werd opgericht in 1994 als een vrijwillig initiatief van de privésector. Kort daarna werd de selectieve inzameling van huishoudelijk verpakkingsafval ingevoerd in België, met onder meer de PMD-zak. Daarnaast verzorgt het bedrijf ook de inzameling en recyclage van papier-kartonverpakkingen en glas, voornamelijk via glasbollen. 
Fost Plus stelt een 60-tal medewerkers tewerk, staat onder leiding van managing director Francis Huysman en COO Mik Van Gaever en heeft zijn hoofdkantoor in Evere.
Samen met de Openbare Vlaamse Afvalstoffenmaatschappij (OVAM) en de Vereniging van Vlaamse Steden en Gemeenten (VVSG) lanceerde Fost Plus het Mooimakers-initiatief tegen zwerfvuil.

## Standpunten
Fost Plus stelt zich als missie een duurzaam beheer van huishoudelijke verpakkingsmaterialen te versnellen. Dit door meer verpakkingsmateriaal in te zamelen (thuis en buitenshuis), het aandeel verpakkingen in het zwerfvuil terug te dringen, door slim verpakkingsontwerp te promoten zodat het aandeel niet-recycleerbare verpakkingen verder kan dalen en bedrijven de overstap kunnen maken naar herbruikbare verpakkingen of verpakkingsloze producten. 
Het bedrijf wil recyclage ook naar België halen, en kende daarvoor tussen 2020 en 2022 contracten toe voor 6 nieuwe recyclagecentra op eigen bodem.
Fost Plus gelooft niet dat een klassieke vorm van statiegeld op plastic drankverpakkingen en -blikjes de beste oplossing voor de Belgische markt, gezien het goed werkende systeem van de blauwe zak. Om meer plastic drankflessen en -blikken in te zamelen van consumptie buitenshuis en hun aandeel in het zwerfvuil te vermijden, stelt de organisatie een vorm van digitaal statiegeld voor. 

## Kritiek en controverse
In 2021 werd Fost Plus beschuldigd van belangenvermenging en machtsmisbruik.
Milieuorganisaties Recycling Netwerk Benelux en Bond Beter Leefmilieu hebben de overheden gevraagd maatregelen te nemen tegen het bedrijf. Doordat het bedrijf een monopoliepositie heeft kan het een grote invloed hebben op het verpakkingsbeleid en de verpakkingspraktijk.
Volgens de milieuorganisaties is Fost Plus meer een lobbyorganisatie voor grote bedrijven, dan een milieubedrijf. Fost Plus moet verantwoording afleggen aan de overheden, en wordt gecontroleerd door de Interregionale Verpakkingscommissie. 
Kritiek is er ook op de effectiviteit van de activiteiten van Fost Plus. Hoewel het zwerfvuil in Vlaanderen met 11% daalde in 2021, werd de vooropgestelde doelstelling van 20% niet gehaald. Daarnaast zijn er twijfels over de door het bedrijf geleverde gegevens over recyclage. Deze worden op Belgisch en Europees niveau gerapporteerd aan Eurostat. Ten slotte pleiten milieuorganisaties ervoor de door Fost Plus gesteunde campagnes stop te zetten omdat deze niet het probleem van wegwerpplastics aanpakken en juist in het belang van het bedrijf zijn. In haar nieuwe erkenning voor de periode 2024-2028 focust Fost Plus naast recyclage op het stimuleren van hergebruik en verpakkingspreventie.